# Joël Bats
Joël Bats (Mont-de-Marsan, 4 januari 1957) is een voormalig Frans professioneel voetballer die tussen 1974 en 1992 als doelman actief was voor FC Sochaux, AJ Auxerre en Paris Saint-Germain. In 1983 debuteerde hij in het Frans voetbalelftal en hij speelde uiteindelijk vijftig interlands. Na zijn actieve carrière werd hij trainer.

## Clubcarrière
Bats begon zijn carrière bij FC Sochaux. Bij die club concurreerde hij met Albert Rust om een plek onder de lat. Na vier seizoenen in het eerste elftal vertrok de doelman naar AJ Auxerre, waar hij de eerste keuze werd. Hij speelde vijf seizoenen als basisspeler voor de Corsicaanse club en hij speelde in die tijd 184 keer in competitieverband. In 1985 verkaste Bats naar Paris Saint-Germain. Met de Parijse club werd hij landskampioen in zijn tweede seizoen, 1985/86, onder leiding van coach Gérard Houllier. In 1992 kondigde de doelman na 216 competitieoptredens voor PSG zijn pensioen aan.

## Interlandcarrière
Zijn debuut voor het Frans voetbalelftal maakte Bats op 7 september 1983, toen er met 3–1 verloren werd van Denemarken. De doelman mocht van bondscoach Michel Hidalgo het gehele duel meespelen. Op het EK 1984 was hij eerste doelman. Frankrijk won de Europese titel door in de finale met 2–0 te winnen van Spanje door doelpunten van aanvoerder Michel Platini en Bruno Bellone. Ook op het WK 1986 was Bats de eerste keuze onder de Franse lat. Tijdens dit toernooi redde hij Frankrijk door in de kwartfinale tegen Brazilië een strafschop van Zico te pakken. In de halve finale liet hij echter een vrije trap van Andreas Brehme door zijn handen glippen en mede daardoor won West-Duitsland met 2–0. De enige wedstrijd waarin Bats de aanvoerdersband van Les Bleus droeg, was op 11 oktober 1989, toen met 3–0 gewonnen werd van Schotland.

### Gespeelde interlands
| Interlands van Bats voor Frankrijk | Interlands van Bats voor Frankrijk | Interlands van Bats voor Frankrijk         | Interlands van Bats voor Frankrijk | Interlands van Bats voor Frankrijk | Interlands van Bats voor Frankrijk |
| №                                  | Datum                              | Wedstrijd                                  | Uitslag                            | Competitie                         | Goals                              |
| Als speler van AJ Auxerre          | Als speler van AJ Auxerre          | Als speler van AJ Auxerre                  | Als speler van AJ Auxerre          | Als speler van AJ Auxerre          | Als speler van AJ Auxerre          |
| ---------------------------------- | ---------------------------------- | ------------------------------------------ | ---------------------------------- | ---------------------------------- | ---------------------------------- |
| 1                                  | 7 september 1983                   | Denemarken – Frankrijk                     | 3 – 1                              | Vriendschappelijk                  |                                    |
| 2                                  | 5 oktober 1983                     | Frankrijk – Spanje                         | 1 – 1                              | Vriendschappelijk                  |                                    |
| 3                                  | 12 november 1983                   | Joegoslavië – Frankrijk                    | 0 – 0                              | Vriendschappelijk                  |                                    |
| 4                                  | 29 februari 1984                   | Frankrijk – Engeland                       | 2 – 0                              | Vriendschappelijk                  |                                    |
| 5                                  | 28 maart 1984                      | Frankrijk – Oostenrijk                     | 1 – 0                              | Vriendschappelijk                  |                                    |
| 6                                  | 18 april 1984                      | Frankrijk – West-Duitsland                 | 1 – 0                              | Vriendschappelijk                  |                                    |
| 7                                  | 1 juni 1984                        | Frankrijk – Schotland                      | 2 – 0                              | Vriendschappelijk                  |                                    |
| 8                                  | 12 juni 1984                       | Frankrijk – Denemarken                     | 1 – 0                              | EK 1984                            |                                    |
| 9                                  | 16 juni 1984                       | Frankrijk – België                         | 5 – 0                              | EK 1984                            |                                    |
| 10                                 | 19 juni 1984                       | Frankrijk – Joegoslavië                    | 3 – 2                              | EK 1984                            |                                    |
| 11                                 | 23 juni 1984                       | Frankrijk – Portugal                       | 3 – 2                              | EK 1984                            |                                    |
| 12                                 | 27 juni 1984                       | Frankrijk – Spanje                         | 2 – 0                              | EK 1984                            |                                    |
| 13                                 | 13 oktober 1984                    | Luxemburg – Frankrijk                      | 0 – 4                              | Kwalificatie WK 1986               |                                    |
| 14                                 | 21 november 1984                   | Frankrijk – Bulgarije                      | 1 – 0                              | Kwalificatie WK 1986               |                                    |
| 15                                 | 8 december 1984                    | Frankrijk – Duitse Democratische Republiek | 2 – 0                              | Kwalificatie WK 1986               |                                    |
| 16                                 | 3 april 1985                       | Joegoslavië – Frankrijk                    | 0 – 0                              | Kwalificatie WK 1986               |                                    |
| 17                                 | 2 mei 1985                         | Bulgarije – Frankrijk                      | 2 – 0                              | Kwalificatie WK 1986               |                                    |
| Als speler van Paris Saint-Germain |                                    |                                            |                                    |                                    |                                    |
| 18                                 | 21 augustus 1985                   | Frankrijk – Uruguay                        | 2 – 0                              | Artemio Franchi Cup                |                                    |
| 19                                 | 11 september 1985                  | Duitse Democratische Republiek – Frankrijk | 2 – 0                              | Kwalificatie WK 1986               |                                    |
| 20                                 | 30 oktober 1985                    | Frankrijk – Luxemburg                      | 6 – 0                              | Kwalificatie WK 1986               |                                    |
| 21                                 | 16 november 1985                   | Frankrijk – Joegoslavië                    | 2 – 0                              | Kwalificatie WK 1986               |                                    |
| 22                                 | 26 februari 1986                   | Frankrijk – Noord-Ierland                  | 0 – 0                              | Vriendschappelijk                  |                                    |
| 23                                 | 26 maart 1986                      | Frankrijk – Argentinië                     | 2 – 0                              | Vriendschappelijk                  |                                    |
| 24                                 | 1 juni 1986                        | Canada – Frankrijk                         | 0 – 1                              | WK 1986                            |                                    |
| 25                                 | 5 juni 1986                        | Frankrijk – Sovjet-Unie                    | 1 – 1                              | WK 1986                            |                                    |
| 26                                 | 9 juni 1986                        | Frankrijk – Hongarije                      | 3 – 0                              | WK 1986                            |                                    |
| 27                                 | 17 juni 1986                       | Frankrijk – Italië                         | 2 – 0                              | WK 1986                            |                                    |
| 28                                 | 21 juni 1986                       | Brazilië – Frankrijk                       | 1 – 1                              | WK 1986                            |                                    |
| 29                                 | 25 juni 1986                       | Frankrijk – West-Duitsland                 | 0 – 2                              | WK 1986                            |                                    |
| 30                                 | 19 augustus 1986                   | Zwitserland – Frankrijk                    | 2 – 0                              | Vriendschappelijk                  |                                    |
| 31                                 | 10 september 1986                  | IJsland – Frankrijk                        | 0 – 0                              | Kwalificatie EK 1988               |                                    |
| 32                                 | 11 oktober 1986                    | Frankrijk – Sovjet-Unie                    | 0 – 2                              | Kwalificatie EK 1988               |                                    |
| 33                                 | 19 november 1986                   | Duitse Democratische Republiek – Frankrijk | 0 – 0                              | Kwalificatie EK 1988               |                                    |
| 34                                 | 29 april 1987                      | Frankrijk – IJsland                        | 2 – 0                              | Kwalificatie EK 1988               |                                    |
| 35                                 | 16 juni 1987                       | Noorwegen – Frankrijk                      | 2 – 0                              | Kwalificatie EK 1988               |                                    |
| 36                                 | 12 augustus 1987                   | West-Duitsland – Frankrijk                 | 2 – 1                              | Vriendschappelijk                  |                                    |
| 37                                 | 9 september 1987                   | Sovjet-Unie – Frankrijk                    | 1 – 1                              | Kwalificatie EK 1988               |                                    |
| 38                                 | 18 november 1987                   | Frankrijk – Duitse Democratische Republiek | 0 – 1                              | Kwalificatie EK 1988               |                                    |
| 39                                 | 23 maart 1988                      | Frankrijk – Spanje                         | 2 – 1                              | Vriendschappelijk                  |                                    |
| 40                                 | 24 augustus 1988                   | Frankrijk – Tsjecho-Slowakije              | 1 – 1                              | Vriendschappelijk                  |                                    |
| 41                                 | 28 september 1988                  | Frankrijk – Noorwegen                      | 1 – 0                              | Kwalificatie WK 1990               |                                    |
| 42                                 | 22 oktober 1988                    | Cyprus – Frankrijk                         | 1 – 1                              | Kwalificatie WK 1990               |                                    |
| 43                                 | 19 november 1988                   | Joegoslavië – Frankrijk                    | 3 – 2                              | Kwalificatie WK 1990               |                                    |
| 44                                 | 7 februari 1989                    | Ierland – Frankrijk                        | 0 – 0                              | Vriendschappelijk                  |                                    |
| 45                                 | 8 maart 1989                       | Schotland – Frankrijk                      | 2 – 0                              | Kwalificatie WK 1990               |                                    |
| 46                                 | 29 april 1989                      | Frankrijk – Joegoslavië                    | 0 – 0                              | Kwalificatie WK 1990               |                                    |
| 47                                 | 16 augustus 1989                   | Zweden – Frankrijk                         | 2 – 4                              | Vriendschappelijk                  |                                    |
| 48                                 | 5 september 1989                   | Noorwegen – Frankrijk                      | 1 – 1                              | Kwalificatie WK 1990               |                                    |
| 49                                 | 11 oktober 1989                    | Frankrijk – Schotland                      | 3 – 0                              | Kwalificatie WK 1990               |                                    |
| 50                                 | 18 november 1989                   | Frankrijk – Cyprus                         | 2 – 0                              | Kwalificatie WK 1990               |                                    |

## Trainerscarrière
Na zijn voetbalpensioen in 1992, werd Bats keeperstrainer en later assistent van Artur Jorge bij Paris Saint-Germain. Na diens vertrek had hij dezelfde functie onder Luis Fernández en Ricardo Gomes. In 1997 werd hij aangesteld als hoofdtrainer. Na een matig seizoen 1997/98 werd Bats ontslagen en Alain Giresse werd aangesteld als zijn vervanger. Na een korte periode als hoofdtrainer bij LB Châteauroux werd hij in 2000 keeperstrainer bij Olympique Lyon.

## Clubstatistieken
| Seizoen | Club                | Competitie | Competitie | Competitie | Beker | Beker | Internationaal | Internationaal | Totaal | Totaal |
| Seizoen | Club                | Competitie | Wed.       | Dlp.       | Wed.  | Dlp.  | Wed.           | Dlp.           | Wed.   | Dlp.   |
| ------- | ------------------- | ---------- | ---------- | ---------- | ----- | ----- | -------------- | -------------- | ------ | ------ |
| 1976/77 | FC Sochaux          | Division 1 | 16         | 0          | 0     | 0     | 2              | 0              | 18     | 0      |
| 1977/78 | FC Sochaux          | Division 1 | 16         | 0          | 4     | 0     | —              | —              | 20     | 0      |
| 1978/79 | FC Sochaux          | Division 1 | 21         | 0          | 0     | 0     | —              | —              | 21     | 0      |
| 1979/80 | FC Sochaux          | Division 1 | 13         | 0          | 0     | 0     | —              | —              | 13     | 0      |
| 1980/81 | AJ Auxerre          | Division 1 | 34         | 0          | 3     | 0     | —              | —              | 37     | 0      |
| 1981/82 | AJ Auxerre          | Division 1 | 38         | 0          | 3     | 0     | —              | —              | 41     | 0      |
| 1982/83 | AJ Auxerre          | Division 1 | 38         | 0          | 1     | 0     | —              | —              | 39     | 0      |
| 1983/84 | AJ Auxerre          | Division 1 | 36         | 0          | 1     | 0     | —              | —              | 37     | 0      |
| 1984/85 | AJ Auxerre          | Division 1 | 38         | 0          | 1     | 0     | 2              | 0              | 41     | 0      |
| 1985/86 | Paris Saint-Germain | Division 1 | 38         | 0          | 8     | 0     | —              | —              | 46     | 0      |
| 1986/87 | Paris Saint-Germain | Division 1 | 31         | 0          | 4     | 0     | 2              | 0              | 37     | 0      |
| 1987/88 | Paris Saint-Germain | Division 1 | 38         | 0          | 3     | 0     | —              | —              | 41     | 0      |
| 1988/89 | Paris Saint-Germain | Division 1 | 38         | 0          | 5     | 0     | —              | —              | 43     | 0      |
| 1989/90 | Paris Saint-Germain | Division 1 | 38         | 0          | 1     | 0     | 4              | 0              | 43     | 0      |
| 1990/91 | Paris Saint-Germain | Division 1 | 37         | 0          | 3     | 0     | —              | —              | 40     | 0      |
| 1991/92 | Paris Saint-Germain | Division 1 | 34         | 0          | 2     | 0     | —              | —              | 36     | 0      |
| Totaal  | Totaal              | Totaal     | 504        | 0          | 39    | 0     | 10             | 0              | 553    | 0      |

## Erelijst

### Als speler
Paris Saint-Germain
- Frans landskampioen

1985/86
 Frankrijk
- Europees kampioenschap

Eerste 1984
- Wereldkampioenschap

Derde 1986

### Als trainer
Paris Saint-Germain
- Frans bekerwinnaar

1997/98
- Frans ligabekerwinnaar

1997/98